# Acanthepeira marion
Acanthepeira marion är en spindelart som beskrevs av Levi 1976. Acanthepeira marion ingår i släktet Acanthepeira och familjen hjulspindlar. Inga underarter finns listade i Catalogue of Life.